# شالیل
شالیل یک منطقهٔ مسکونی در افغانستان است که در بدخشان واقع شده‌است.